# Baranyajenő
Baranyajenő é um município da Hungria, situado no condado de Baranya. Tem 15,55 km² de área e sua população em 2019 foi estimada em 416 habitantes.